# Øyvind Storflor
Øyvind Storflor, född 2 februari 1979, är en norsk fotbollsspelare som spelar för Strømsgodset IF i Tippeligaen. Storflor har spelat fyra matcher för Norges fotbollslandslag.
Han gjorde sin debut för Rosenborg under 1999. 2000 lånades han ut till Byåsen, och 2001 såldes han till Moss FK för 500 000 norska kronor. Under januari 2003 återvände Storflor till Rosenborg för 1 000 000 norska kronor.